# Quercus liaoi
Quercus liaoi là một loài thực vật có hoa trong họ Cử. Loài này được C.F.Shen miêu tả khoa học đầu tiên năm 1984.